# Can Roquet (Palafolls)
Can Roquet és una masia de Palafolls (Maresme) inclosa a l'Inventari del Patrimoni Arquitectònic de Catalunya.

## Descripció
És una masia situada molt a prop del terme municipal de Palafolls. Aixecada en un petit turó, damunt de la zona industrial, té la vista del riu. La façana mira cap a llevant, cap al castell de Palafolls i Sant Genís. Masia del grup III, amb baixos, pis i golfes. El portal d'arc de mig punt dovellat és important i forma el conjunt arquitectònic de la finestra principal, amb l'ampit recolzat sobre la dovella clau del conjunt. Aquesta finestra recorda el tipus gòtic de les darreres construccions, que es podrien considerar del segle xvi. Ha estat restaurada i l'entorn enjardinat.